# Gerlachovská veža
Die Gerlachovská veža (polnisch Pośredni Gerlach, deutsch Mittlere Gerlsdorfer Spitze oder Gerlachturm, ungarisch Középső-Gerlachfalvi-csúcs) ist mit 2642 m n.m. der zweithöchste Berg und höchster Felsturm der Hohen Tatra, der Slowakei und somit auch der gesamten Karpaten.
Der Berg ist vom Gerlachovský štít durch die Falte Batizovská priehyba getrennt, in der weiteren Nachbarschaft vom Berg Kotlový štít durch die Spalte Za Kotlovým štítom. Der Berg ist wie der Gerlachovský štít nur mit einem Bergführer erreichbar, wobei der beste Weg von der Hütte Sliezsky dom über das Tal Velická dolina führt.